# Arbeitsgericht Bielefeld

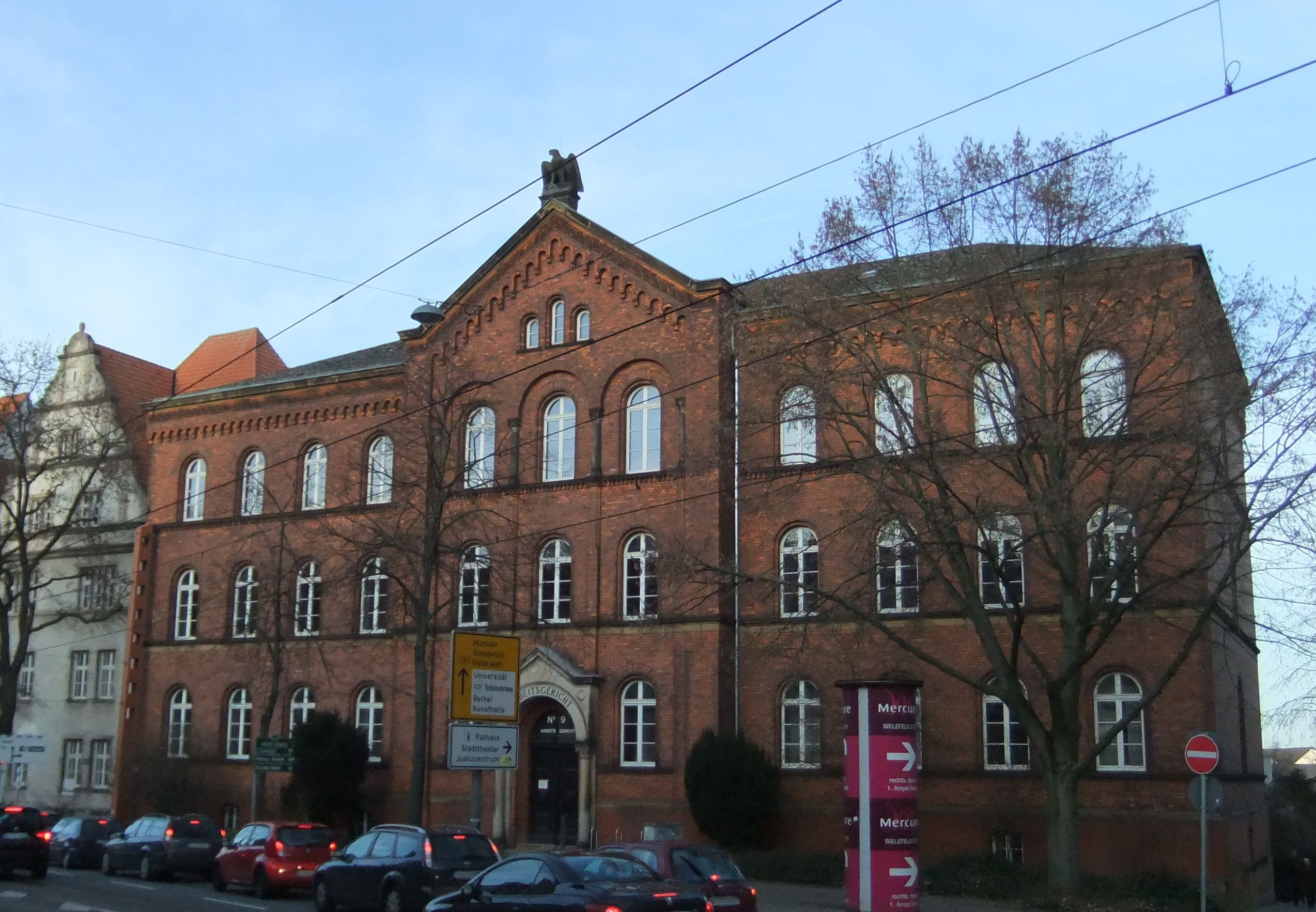
Gerichtsgebäude

Das Arbeitsgericht Bielefeld  ist ein Gericht der Arbeitsgerichtsbarkeit in der kreisfreien Stadt Bielefeld in Nordrhein-Westfalen. Bei ihm sind sechs Kammern gebildet.

## Gerichtsbezirk
Der  Gerichtsbezirk umfasst die kreisfreie Stadt Bielefeld und den gesamten Kreis Gütersloh. In den insgesamt 14 Städten und Gemeinden leben rund 700.000 Einwohner.

## Gebäude
Das Dienstgebäude befindet sich in der Bielefelder Innenstadt an der Detmolder Straße 9. Das Gebäude wird auch Künstlern aus der Region als Galerie zur Verfügung gestellt. Es ist denkmalgeschützt.

## Übergeordnete Gerichte
Die Berufungsinstanzen sind das Landesarbeitsgericht Hamm und im weiteren Rechtszug das Bundesarbeitsgericht in Erfurt.

## Geschichte
Gemäß Arbeitsgerichtsgesetz vom 23. Dezember 1926 wurden in Deutschland Arbeitsgerichte gebildet. Diese waren nur in der ersten Instanz organisatorisch selbstständige Gerichte, die Landesarbeitsgerichte waren den Landgerichten zugeordnet. Am Landgericht Bielefeld entstand so 1927 das Landesarbeitsgericht Bielefeld als eines von zwei Landesarbeitsgerichten im Bezirk des Oberlandesgerichtes Hamm. In Bielefeld entstand das Arbeitsgericht Bielefeld. Sein Sprengel umfasste die Bezirke der Amtsgerichte Bielefeld, Gütersloh, Halle, Rheda, Rietberg und Wiedenbrück. Es bestand jeweils eine Kammer für Arbeiter, für Angestellte und für Handwerk.
Nach der Besetzung Deutschlands durch die Alliierten wurden 1945 zunächst alle Gerichte geschlossen. Die ordentlichen Gerichte wurden schon bald wieder eröffnet, während die Arbeitsgerichte zunächst nicht wieder eingerichtet wurden, so dass arbeitsgerichtliche Streitigkeiten von den ordentlichen Gerichten erledigt werden mussten. Gemäß Kontrollratsgesetz 21 vom 30. März 1946 sollten in Deutschland Arbeitsgerichte aufgebaut werden. Das Arbeitsgericht Bielefeld entstand so neu.